# Brezjak
Brezjak (cyr. Брезјак) – wieś w Serbii, w okręgu maczwańskim, w mieście Loznica. W 2011 roku liczyła 167 mieszkańców.